# Маженін (Любуське воєводство)
Маженін (пол. Marzenin) — село в Польщі, у гміні Дрезденко Стшелецько-Дрезденецького повіту Любуського воєводства.
Населення — 195 осіб (2011).
У 1975-1998 роках село належало до Гожовського воєводства.

## Демографія
Демографічна структура станом на 31 березня 2011 року:
|          | Загалом | Допрацездатний вік | Працездатний вік | Постпрацездатний вік |
| -------- | ------- | ------------------ | ---------------- | -------------------- |
| Чоловіки | 95      | 19                 | 70               | 6                    |
| Жінки    | 100     | 30                 | 54               | 16                   |
| Разом    | 195     | 49                 | 124              | 22                   |